# Koluchiw
Koluchiw (ukr. Колюхів) – wieś na Ukrainie, w obwodzie winnickim, w rejonie winnickim, w hromadzie Tywriw. W 2001 liczyła 224 mieszkańców.